# Kvarnasjön (Öreryds socken, Småland)
Kvarnasjön är en sjö i Gislaveds kommun i Småland som ingår i Nissans huvudavrinningsområde. Sjön är 8,8 meter djup, har en yta på 0,05 kvadratkilometer och befinner sig 172 meter över havet. Sjön ligger vid Riksväg 26 och 400 m öster om sjön rinner Nissan.

## Galleri

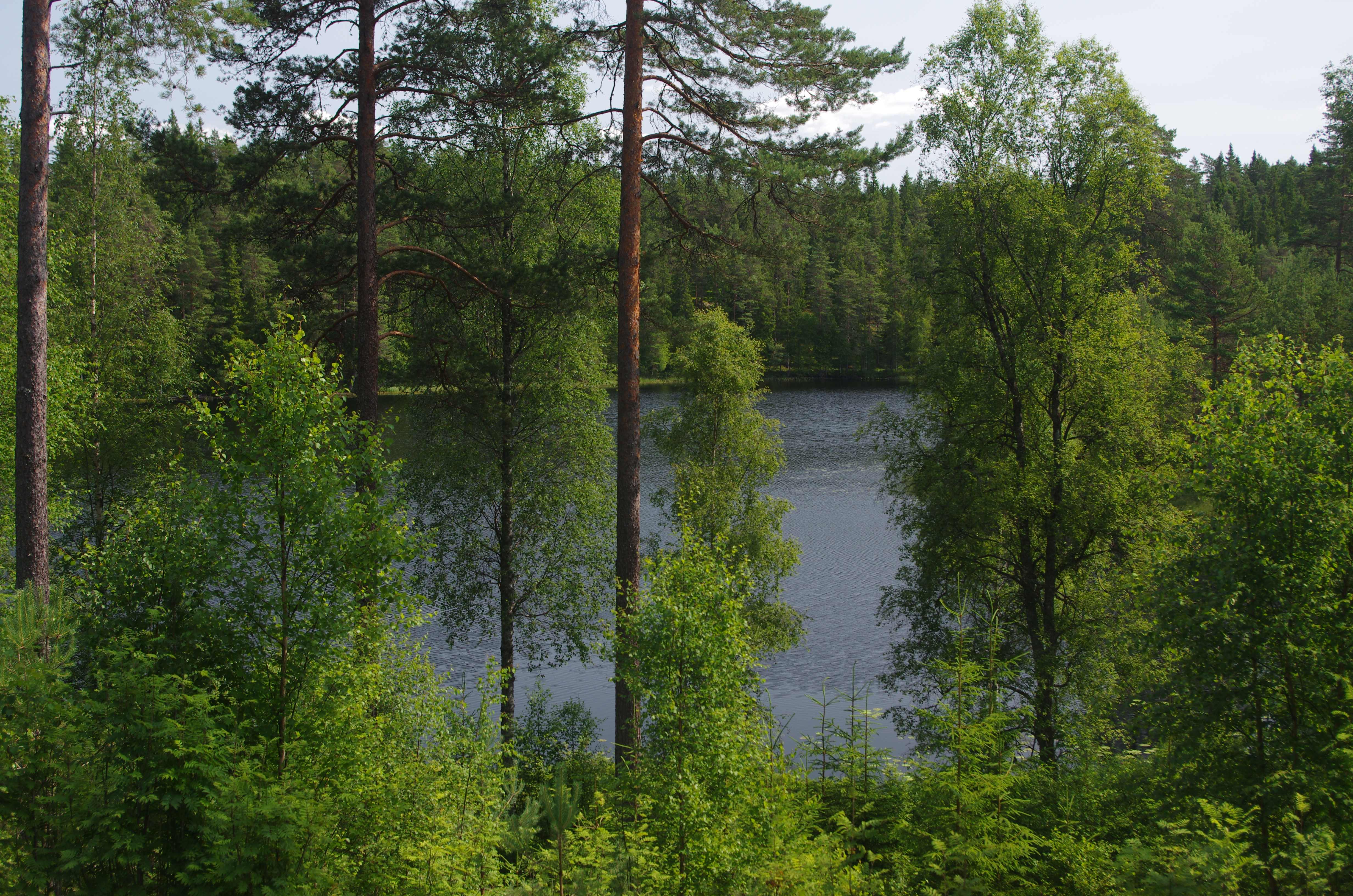
Sjön skymtar mellan träden.
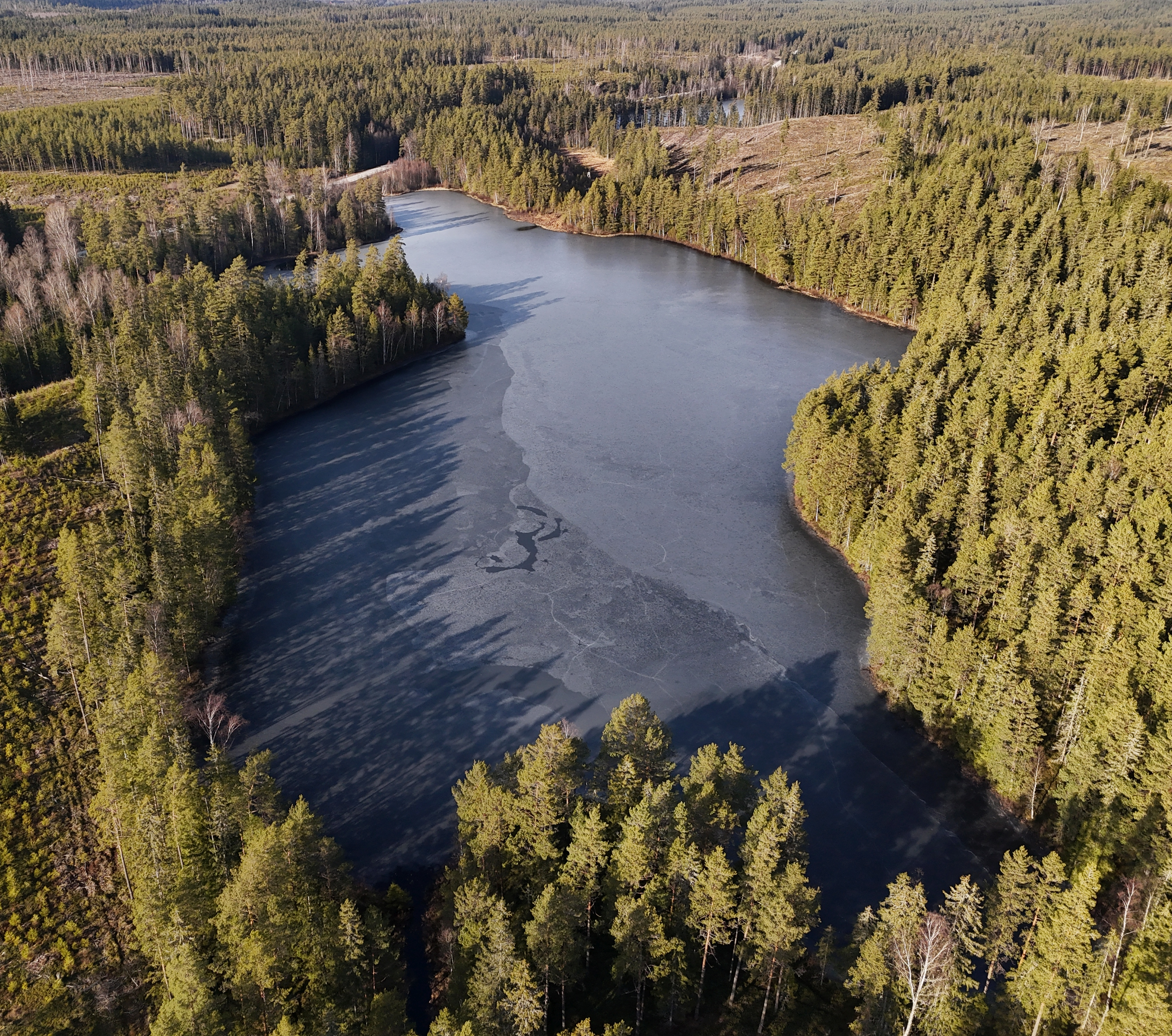
Kvarnasjön med istäcke i mars 2025.
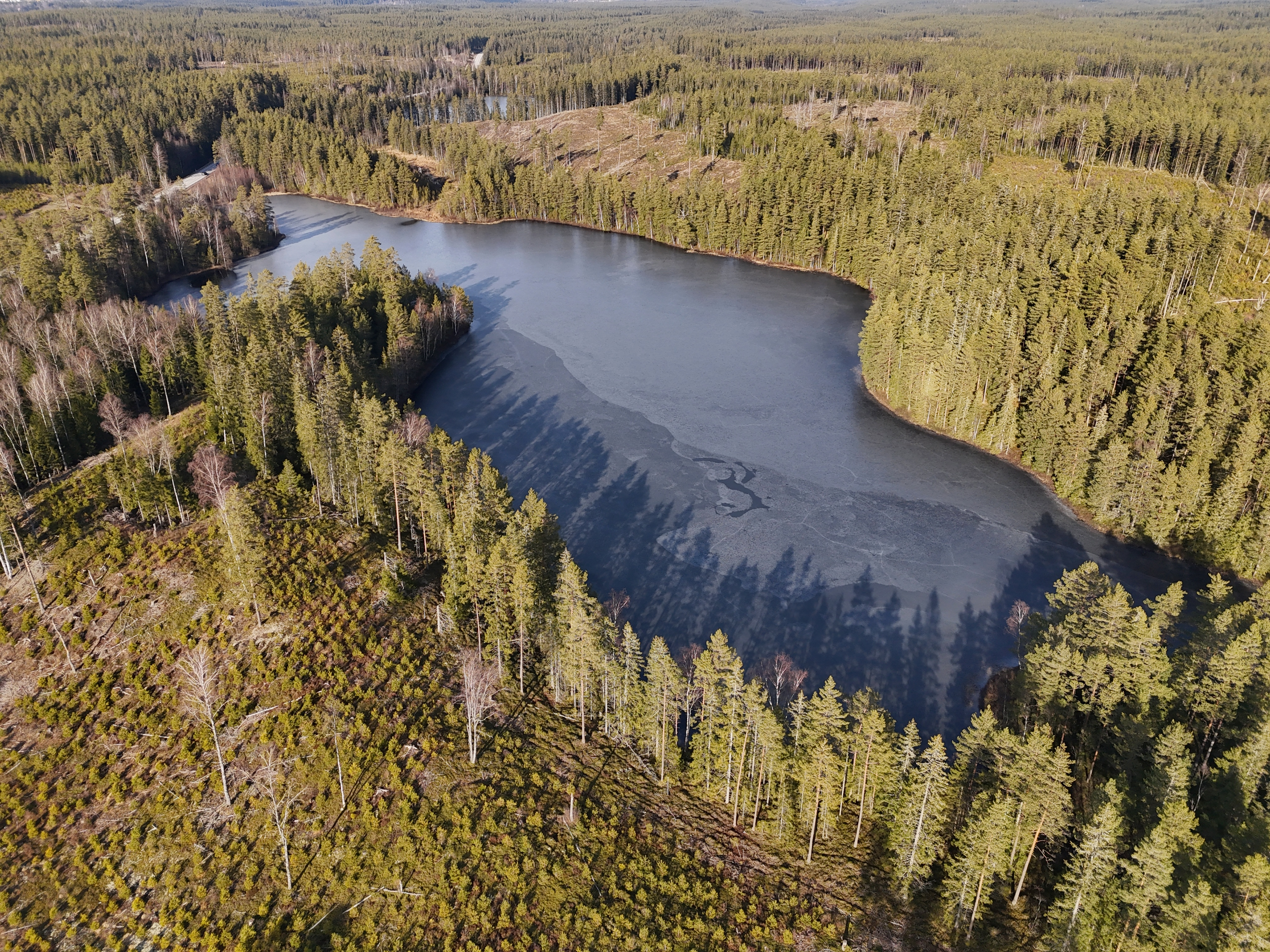